# Gunnlaugs saga ormstungu

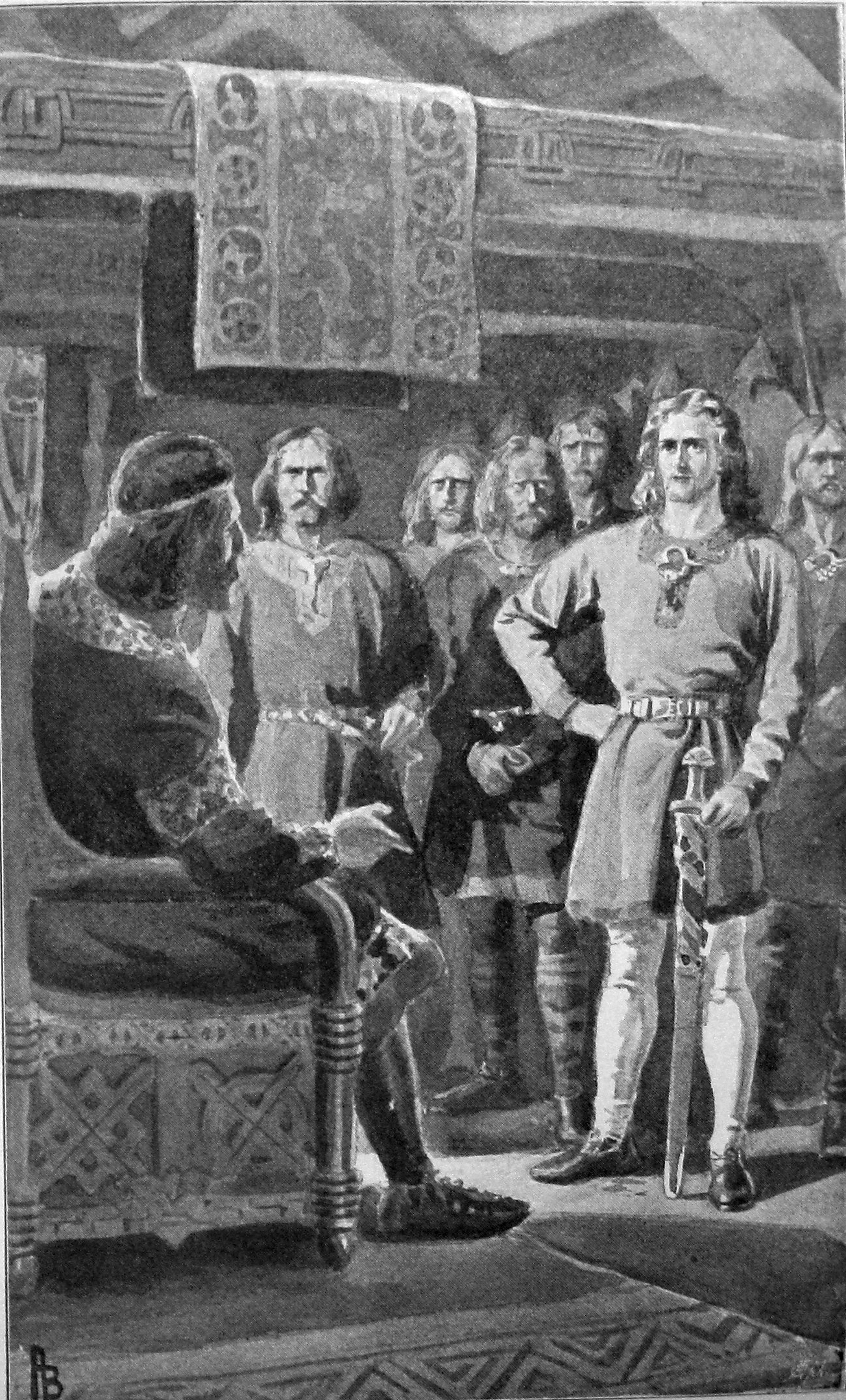

La Gunnlaugs saga ormstungu (in italiano: Saga di Gunnlaugr Lingua di serpente), chiamata anche solo Gunnlaugs saga, è una saga degli Islandesi scritta in norreno in Islanda intorno alla fine del XIII secolo, preservatasi intera solo in manoscritti più recenti; questa saga contiene 25 versi di poesia scaldica attribuita ai personaggi principali, ed è un'opera importante sia per la storia della letteratura islandese sia per quella della letteratura norvegese.
La Gunnlaugs saga narra la storia di due poeti islandesi, Gunnlaugr ormstunga e Hrafn Önundarson, e della loro competizione per guadagnare l'amore di Helga la Bella, nipote di Egill Skalla-Grímsson. La saga si apre con un sogno profetico di due aquile che combattevano per un cigno, prefigurando il triangolo amoroso della storia. La narrazione segue poi Gunnlaugr e simpatizza con lui mentre descrive la sua ambiziosa carriera come poeta di corte attraverso la Scandinavia e le Isole Britanniche; egli compete con Hrafn prima in versi e poi in una vera battaglia.
La saga presenta somiglianze con le prime saghe, come la Kormáks saga e la Bjarnar saga, ma è più raffinata ed elegante e presenta forte caratterizzazione ed impatto emotivo. A lungo considerata un capolavoro, la Gunnlaugs saga è spesso letta agli studenti che si accostano per la prima volta alla letteratura norrena. Stampata in traduzione latina commentata già nel 1775, essa è stata la prima saga degli Islandesi ad essere pubblicata in versione critica.